# هیلساید (نیویورک)
هیلساید (به انگلیسی: Hillside) یک منطقهٔ مسکونی در ایالات متحده آمریکا است که در شهرستان اولستر، نیویورک واقع شده‌است. هیلساید ۲٫۲ کیلومتر مربع مساحت و ۸۷۷ نفر جمعیت دارد و ۹۷ متر بالاتر از سطح دریا واقع شده‌است.